# 靴鋲
靴鋲（くつびょう）は登山靴に打って滑り止めとする鋲である。

## 歴史
ヨーロッパの猟師や水晶採りなど山仕事に従事する人々が普段使っている靴を改造し登山靴とする中で、厚めの靴底に鋲を打ったり、現在のアイゼンに相当するような長めのスパイクを打ち付けたりしたのが始まりである。
最初は丸頭型のホブネイル「ムガー」があり、靴の外縁に並べて打つ側鋲としてハエの羽根型で縦走向きの「クリンカー」が作られ、日本の登山者にも親しまれた。
やがて底の中央部分に打つ「U・H・U」星形だったので別名「スター」や、No.1からNo.8まで多種類が発売され岩登り向きの「トリコニー」など高性能な鋲が現れた。中でもトリコニーのNo.6、No.7は1950年代ビブラムソールにより駆逐されるまで長く人気を保った。
1930年代に良質な鋼を使った「クラウエンナーゲル」という鋲が作られ、クリンカーとトリコニーの長所を併せ持つものであったが第二次世界大戦による情勢の悪化から日本には輸入されずに終わった。
靴鋲は目的や好みにより種類、本数、並べ方の組み合わせが楽しみでもあったが、岩登り向きのトリコニーであっても一枚岩には非常に弱く、また鋲は鉄製なので冬場は猛烈に冷え、またよく抜ける上に補充するとその周囲の鋲が連鎖的に抜けるなど欠点が多く、ビブラムソールの登場とともに駆逐された。